# Marie Brenner
Marie Harriet Brenner (San Antonio, Texas, 15 de diciembre de 1949) es una autora estadounidense, periodista de investigación y redactora de Vanity Fair. También ha escrito para otros medios de prensa escrita estadounidense como New York, The New Yorker y Boston Herald  y ha enseñado en la Escuela de Periodismo de la Universidad de Columbia de su país. Su artículo de 1996 en Vanity Fair sobre el experto en tabaco Jeffrey Wigand, «El hombre que sabía demasiado», inspiró la película de 1999 The Insider, protagonizada por Russell Crowe y Al Pacino. Su artículo de febrero de 1997 en Vanity Fair «American Tragedy: The Ballad of Richard Jewell» inspiró parcialmente la película de 2019 Richard Jewell dirigida por Clint Eastwood.

## Trayectoria profesional
Brenner obtuvo la licenciatura en Bellas Artes de la Universidad de Texas en Austin y una maestría en la Tisch School of the Arts  de Universidad de Nueva York. Fue la primera mujer columnista de béisbol que cubrió la Liga Americana, viajando con los Boston Red Sox como enviada del Boston Herald durante la temporada de 1979. Trabajó como editora colaboradora de la revista New York de 1980 a 1984 y cubrió la boda real británica entre Carlos de Gales y Lady Diana Spencer.
Brenner se unió a Vanity Fair como corresponsal especial en 1984. Dejó la revista en 1992 para convertirse en redactora en The New Yorker y regresó a Vanity Fair en 1995 como redactora jefe. Su artículo de 1996 sobre Jeffrey Wigand y las guerras del tabaco, titulado "El hombre que sabía demasiado", se convirtió en largometraje en 1999 con el título The Insider, protagonizado por Russell Crowe y Al Pacino, y dirigido por Michael Mann. Fue nominada a siete Premios Óscar, incluida la de Mejor Película, los galardones de la industria cinematográfica estadounidense.
En 1997, escribió un artículo para Vanity Fair sobre Richard Jewell, un guardia de seguridad, que primero fue encumbrado como héroe y luego como sospechoso, protagonista en el atentado terrorista en Atlanta en 1996 en el Parque Olímpico de la ciudad estadounidense. El artículo, titulado "American Tragedy: The Ballad of Richard Jewell", y el libro The Suspect: An Olympic Bombing, the FBI, the Media, and Richard Jewell, the Man Caught in the Middle de Kent Alexander y Kevin Salwen, publicado en 2019, fueron las bases para la película estrenada ese mismo año con el título Richard Jewell.
El artículo de 2002 de Brenner para Vanity Fair  "Las guerras de Enron", que profundiza en la investigación de los escándalos de Enron, fue noticia nacional en Estados Unidos cuando el senador Peter Fitzgerald lo utilizó para interrogar a los testigos que testificaban ante un comité del Senado.
En 2009, el Manhattan Theatre Club anunció que había encargado a Alfred Uhry que adaptara como obra de teatro las memorias de Brenner, Apples and Oranges: My Brother and Me, Lost and Found.
El archivo con la obra de Brenner se almacena en el Centro de Investigación de Archivos Howard Gotlieb en la Universidad de Boston.
Durante una gala de etiqueta celebrada en 1991 en Tavern on the Green, local ubicado en el entorno de Central Park, en Nueva York, fue acosada por Donald Trump quien le vertió una copa de vino en el traje alegando que lo hacía porque ella había escrito un artículo poco halagador sobre él a principios de ese año.

## Vida personal
Brenner nació el 15 de diciembre de 1949 en San Antonio, Texas, hija de Thelma (Long) Brenner y Milton Conrad Brenner. Creció en esa ciudad y después se mudó a Nueva York en 1970. 
Su padre era presidente de Solo Serve Corporation, una cadena de tiendas de descuento de Texas iniciada por su abuelo Isidor Brenner, un judío nacido en 1872 y emigrado en 1890 a Texas desde el Ducado de Kurland en la actual Letonia. Se casó con Paula Brenner, una emigrante judía de Riga, Letonia, a través de Chicago. La pareja trasladó a su familia de un lado a otro entre México y Texas durante los primeros años de la Revolución Mexicana y finalmente establecieron la familia en San Antonio en 1916.
Es sobrina de Anita Brenner, antropóloga, periodista redactora y una de las primeras mujeres en ser colaboradora habitual del diario estadounidense The New York Times.  
Su hermano mayor, Carl, fue un abogado convertido en agricultor de manzanas, de donde tomó la base para el título de sus memorias: Apples and Oranges: My Brother and Me, Lost and Found. 

## Otras lecturas
- Arte en nuestra puerta: Escritores y artistas de San Antonio con Marie Brenner. Editado por Nan Cuba y Riley Robinson ( Trinity University Press, 2008).